# 기도의 오솔길
기도의 오솔길은 대한민국의 라디오 채널 Cpbc FM에서 방송되는 기도 관련 라디오 프로그램이며 본방송은 매일 오후 4시부터 오후 4시 50분까지, 재방송은 매일 오후 11시부터 11시 50분까지이다.

## 역사
2013년 10월 21일에 첫방송되었으며, 원래는 저녁 7시 30분에 방송되었으나, 2017년 12월 4일에 저녁 5시로 시간대가 변경되었다가, 2019년 6월 3일에 오후 4시로 시간대가 변경되었다가, 2022년 10월 31일부터 매일 오후 4시와 밤 11시에 두 번 방송되었고, 2023년 10월 30일부터 매일 오후 4시에 방송되었다.

## 역대 방송시간
| 방송 채널 | 방송 기간                                                    | 방송 시간                                                              |
| --------- | ------------------------------------------------------------ | ---------------------------------------------------------------------- |
| Cpbc FM   | 2013년 10월 21일 ~ 2017년 12월 1일                           | 평일 저녁 7:30 ~ 저녁 8:00                                             |
| Cpbc FM   | 2017년 12월 4일 ~ 2018년 11월 30일                           | 평일 저녁 5:00 ~ 저녁 5:30                                             |
| Cpbc FM   | 2018년 12월 3일 ~ 2019년 5월 31일                            | 평일 저녁 5:00 ~ 저녁 5:50                                             |
| Cpbc FM   | 2019년 6월 3일 ~ 2020년 8월 14일                             | 평일 오후 4:00 ~ 오후 4:50                                             |
| Cpbc FM   | 2020년 8월 17일 ~ 2021년 10월 16일                           | 월~토요일 오후 4:00 ~ 오후 4:50                                        |
| Cpbc FM   | 2021년 10월 18일 ~ 2022년 10월 30일                          | 매일 오후 4:00 ~ 오후 4:50                                             |
| Cpbc FM   | 2022년 10월 31일 ~ 2023년 10월 29일, 2024년 10월 28일 ~ 현재 | 매일 오후 4:00 ~ 오후 4:50 (생방송), 매일 밤 11:00 ~ 밤 11:50 (재방송) |
| Cpbc FM   | 2023년 10월 30일 ~ 2024년 10월 27일                          | 매일 오후 4:00 ~ 오후 4:50                                             |

## 역대 DJ
- 2013년 10월 21일 ~ 2017년 12월 29일 : 윤해영 바실리사 수녀
- 2018년 1월 1일 ~ 2020년 8월 14일 : 전영금 세실리아 수녀
- 2020년 8월 17일 ~ 2021년 10월 16일 : 강소영 마리아 수녀 (평일), 박종인 요한 신부 (토요일)
- 2021년 10월 18일 ~ 2024년 10월 27일 : 강소영 마리아 수녀 (평일), 박종인 요한 신부 (주말)
- 2024년 10월 28일 ~ 현재 : 전영금 세실리아 수녀 (평일), 박종인 요한 신부 (주말)

## 평일 코너
- 오솔길 단상